# Estación Perito Moreno
Perito Moreno (Est. Los Juncos) es una estación de ferrocarril ubicada en la localidad de Los Juncos, Departamento Pilcaniyeu, Provincia de Río Negro, Argentina.
Actualmente funciona como casa de té y brinda servicios Los Sábados y Domingos.

## Ubicación
Se encuentra a 29 km al este de la ciudad de San Carlos de Bariloche.

## Servicios
Por sus vías transitan formaciones de cargas y de pasajeros de la empresa Tren Patagónico S.A..
En dicha estación se encuentra una casa de Té que brinda servicios los fin de semana. Ingeniero Jacobacci - San Carlos de Bariloche.

Estación Perito Moreno
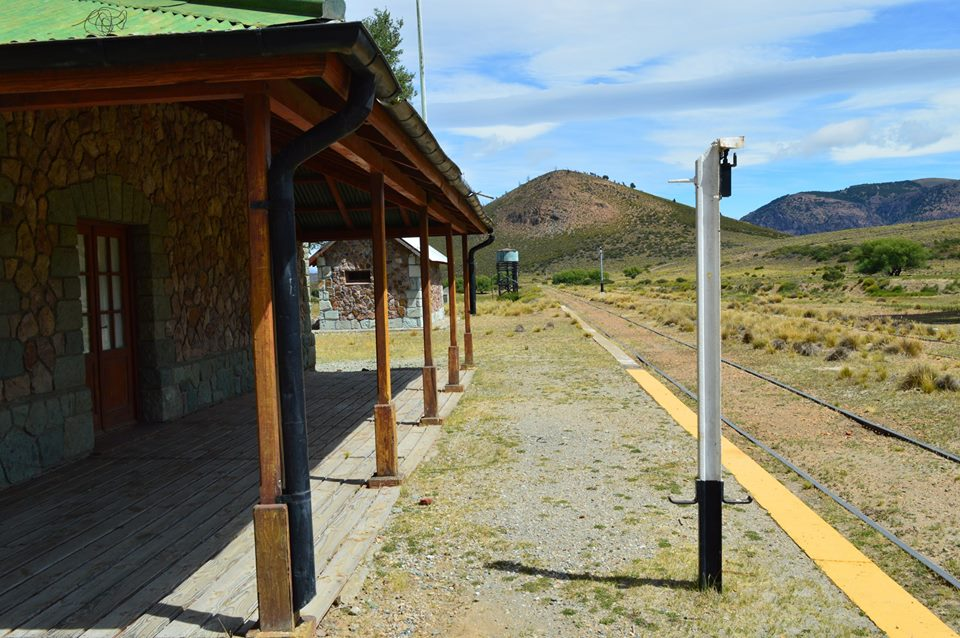
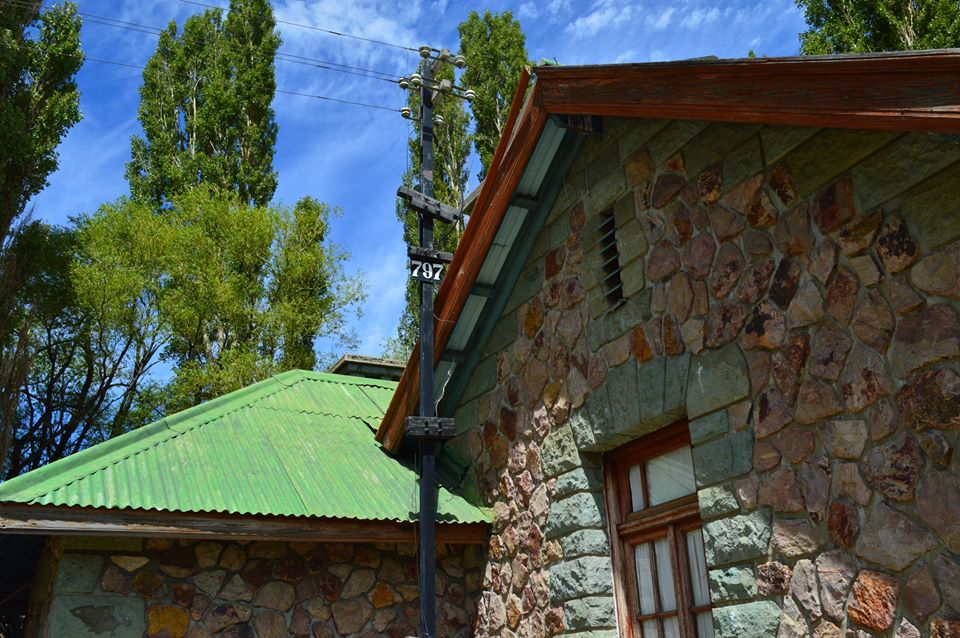
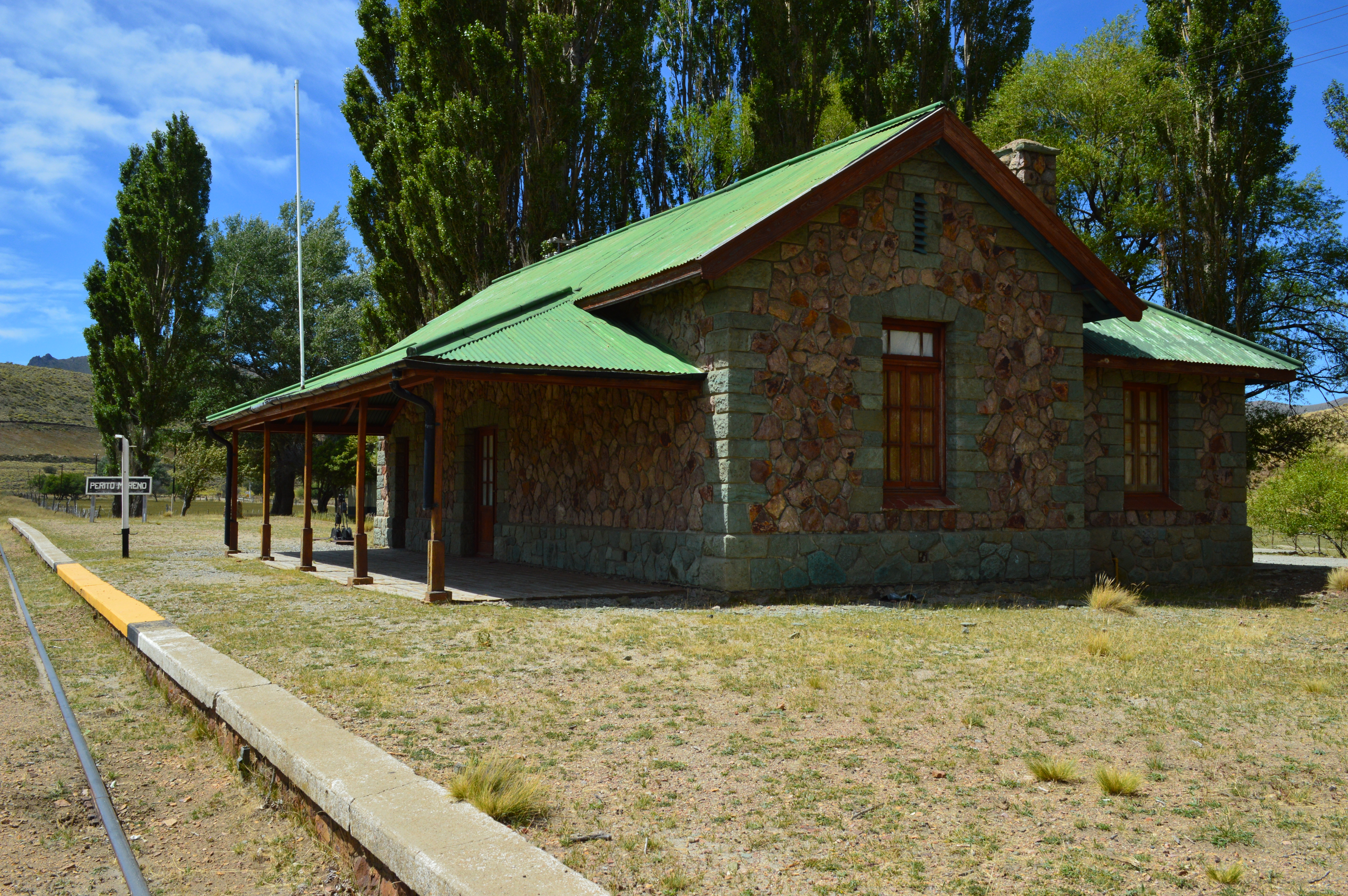

Proyecto “Biografía de LA TROCHITA” > Imágenes >
https://photos.google.com/album/AF1QipMev4H5RYtfe7CfzuJet11kBP-af_oRJhX6PjHl